# Thelymitra apiculata
Thelymitra apiculata är en orkidéart som först beskrevs av Alexander Segger George, och fick sitt nu gällande namn av Mark Alwin Clements och David Lloyd Jones. Thelymitra apiculata ingår i släktet Thelymitra och familjen orkidéer. Inga underarter finns listade i Catalogue of Life.